# 1351
- рік темного металевого зайця за Шістдесятирічним циклом китайського календаря.

Пізнє Середньовіччя •  Реконкіста •  Ганза •  Авіньйонський полон пап •  Монгольська імперія •  Чорна смерть •  Столітня війна

## Геополітична ситуація
Імператором Візантії є Іоанн VI Кантакузин (до 1354). Карл IV Люксембург має титул короля Німеччини. У Франції править Іоанн II Добрий (до 1364).
Апеннінський півострів розділений: північ належить Священній Римській імперії, середню частину займає Папська область, південь належить Неаполітанському королівству. Деякі міста півночі: Венеція, Піза, Генуя тощо, мають статус міст-республік. Триває боротьба гвельфів та гібелінів.
Майже весь Піренейський півострів займають християнські Кастилія і Леон, де править Педро I (до 1366), Арагонське королівство та Португалія, під владою маврів залишилися тільки землі на самому півдні. Едуард III королює в Англії (до 1377), Магнус Еріксон є королем Швеції (до 1364), а його син Гокон VI — Норвегії (до 1380), королем Польщі — Казимир III (до 1370). У Литвіі княжить Ольгерд (до 1377).
Руські землі перебувають під владою Золотої Орди. Триває війна за галицько-волинську спадщину між Польщею та Литвою. Польський король Казимир III захопив Галичину, литовський князь Ольгерд — Волинь.
В Києві править князь Федір Іванович. Ярлик на володимирське князівство має московський князь Симеон Гордий (до 1353).
Монгольська імперія займає більшу частину Азії, але вона розділена на окремі улуси, що воюють між собою. У Китаї, зокрема, править монгольська династія Юань. У Єгипті владу утримують мамлюки. Мариніди правлять у Магрибі. Делійський султанат є наймогутнішою державою Індії. В Японії триває період Муроматі.
Цивілізація майя переживає посткласичний період. Почали зароджуватися цивілізація ацтеків та інків.

## Події
- Продовжується пандемія чуми, що отримала назву Чорна смерть.
- Литовський князь Любарт взяв в облогу Львів.
- Драгош став першим намісником Молдовського князівства.
- Англійський парламент затвердив Статут робітників, намагаючись перешкодити зміні працівниками місця проживання й роботи. Прийняття статуту, зумовлене нестачею робітників після епідемії чуми, не мало бажаних наслідків, оскільки його положення на практиці не виконувалися.
- Під час війни за Бретонську спадщину відбулася битва тридцяти — поєдинок 30 на 30 між претендентами на правління в герцогстві.
- Тевтонський орден очолив Вінріх фон Кніпроде.
- Цюрих приєднався до Швейцарської Конфедерації.
- Венеційці з допомогою Арагону й Візантії вигнали генуезців з Евбеї.
- П'ятий Константинопольський собор затвердив ісихазм доктриною православ'я.
- Турки-османи вперше перетнули Дарданелли й увійшли в Європу.
- У Китаї, де правила монгольська династія Юань, піднялося повстання червоних пов'язок.
- У Сіамі виникла тайська держава Аюттхая.

## Народились
- 1 листопада — Леопольд III, герцог Австрії у 1365—1386 роках з династії Габсбургів.